# Čudovišna priča u Parizu
Čudovišna priča u Parizu (Un monstre à Paris) francuski je animirani film iz 2011. godine.

## Radnja
Pariz, 1910. godine. Gradom vlada panika. Vodostaj raste, a čudovište je na slobodi.
Emile (Sébastien Desjours) i živopisni izumitelj Raoul (Gad Elmaleh) nađu se usred potjere za čudovištem koje terorizira građane Pariza. Zajedno sa zvijezdom pariškog cabareta Lucille (Vanessa Paradis), ekscentričnim znanstvenikom i njegovim neuhvatljivim majmunom, pokušat će spasiti bezopasno i dobroćudno stvorenje od nemilosrdnog i ambicioznog šefa policije. 
Zvijezda kabareta The Rare Bird, u kojem se skriva muzikalno čudovište, je Lucille - lijepa i živahna pjevačica s Montmartrea. S devet je godina izgubila roditelje, a njezina teta Carlotta (Julie Ferrier) s kojom živi navija da Lucille pozitivno odgovori na udvaranje sjajnog policijskog komesara Maynotta. No, Lucille više uživa u slobodi i životnom stilu umjetnice nego u luksuzu i prestižu. Unatoč svojoj slavi, vodi život samotnjaka, no to bi se sve moglo promijeniti kad se ponovo sretne s Raoulom, prijateljem iz djetinjstva koji je iritantan, ali šarmantan.

## Uloge
| Ime            | Francuska verzija | Hrvatska verzija |
| -------------- | ----------------- | ---------------- |
| Lucille        | Vanessa Paradis   | Renata Sabljak   |
| Victor Maynott | Danny Huston      | Siniša Popović   |
| Raoul          | Adam Goldberg     | Dušan Bućan      |
| Emile          | Jay Harrington    | Jan Kerekeš      |
| Maud           | Madeline Zima     | Mirela Videk     |
| Páte           | Bob Balaban       | Željko Duvnjak   |
| Teta Carlotta  | Catherine O'Hara  | Jasna Bilušić    |
| Albert         | Matthew Géczy     | Dražen Bratulić  |
| Madam Omelette | Jody Forrest      | Mirjana Sinožić  |

Ostali glasovi:
- Božidar Peričić
- Marko Movre
- Dunja Fajdić
- Ranko Tihomirović
- Krunoslav Belko
- Dragan Peka
- Siniša Galović

- Prijevod i adaptacija dijaloga: Davor Slamnig
- Redateljica dijaloga: Ivana Vlkov Wagner
- Asistentica post-produkcije: Žana Lončarić
- Tonski snimatelj: Damir Keliš
- Re-recording mixer: Bojan Kondres
- Obrada i produkcija: Duplicato Media d.o.o.
- Distribucija: Blitz film i video

## Vanjske poveznice
- Čudovišna priča u Parizu u internetskoj bazi filmova IMDb-u (engl.)
- Čudovišna priča u Parizu  Arhivirana inačica izvorne stranice od 27. prosinca 2015. (Wayback Machine)